# اسپرانتیست سال

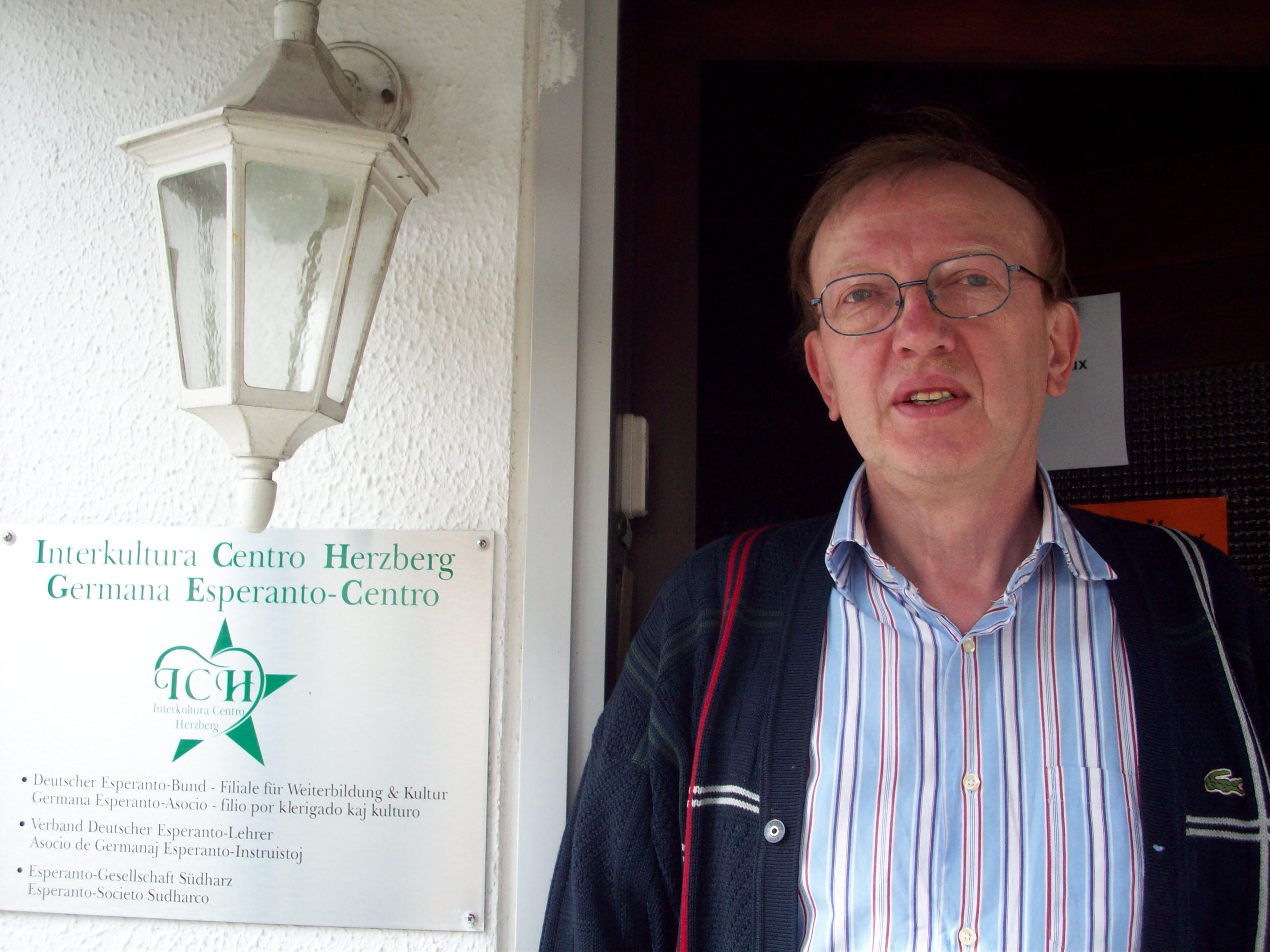
پیتر زیلوار، فعال آلمانی اسپرانتو

اسپرانتیستِ سال (به اسپرانتو: Esperantisto de la Jaro)، عنوان جایزه ای که همه ساله به فعالین برتر در دنیای اسپرانتو اهداء می گردد. گزینش اسپرانتیست سال توسط هیئتی از داوران بین‌المللی، زیر نظر سردبیران ماهنامه موجِ اسپرانتو (به اسپرانتو: La Ondo de Esperanto) انجام می پذیرد. این جایزه اولین بار در سال ۱۹۹۸ به چهره سرشناس دنیای اسپرانتو، ویلیام الد فقید اهداء گردید. 